# 박인재
박인재(1992년 2월 2일 ~ )는 대한민국의 전직 크레이지레이싱 카트라이더 프로게이머이다. 은퇴 이후에는 e스포츠 지도자, 게임 해설가로 활동하고 있다.

## 선수 시절
2008년, 아프리카컵 카트라이더 8차리그에 참가하면서 프로 커리어를 시작했다. 본선 진출에 성공했다. 버디버디컵 카트라이더 9차리그에서 5위를 기록했다. 버디버디컵 카트라이더 10차리그에서 4위를 기록했다.
2010년, 넥슨 카트라이더 11차리그에서 준우승을 달성했다. 넥슨 카트라이더 12차리그에서 5위를 기록했다.
2011년, 넥슨 카트라이더 13차리그에서 9위를 기록했다. 팀 스피릿 시즌을 앞두고 Fantastic4으로 참가하여 우승을 달성했다. 넥슨 카트라이더 14차리그에서 5위를 기록했다.
2012년, 넥슨 카트라이더 15차리그에서 10위를 기록했다. 넥슨 카트라이더 16차리그에 김승태와 함께 OZONE AN팀으로 참가하여 5위를 기록했다.
2013년, 넥슨 카트라이더 17차리그에 유영혁과 함께 O3Xenon팀으로 참가하여 우승을 달성했다.
2014년, 넥슨 카트라이더 리그 시즌 제로를 앞두고 서한 퍼플 모터스포트에 입단했다. 우승을 달성했다. 이후 은퇴했다.

## 지도자 시절
듀얼 레이스 3 시즌을 앞두고 펜타 제닉스 및 펜타 휠즈 총감독으로 부임했다. 펜타 제닉스 준우승, 펜타 휠즈 6위를 달성했다.
듀얼 레이스 X 시즌을 앞두고 ROX 게이밍 통합 구단의 감독으로 부임했다. 우승을 달성했다.
2019-1 시즌 꾼의 감독으로 부임했다. 3위를 달성했다. 
2019-2 시즌 ROX 랩터스의 감독으로 부임했다. 4위를 기록했다.
2020시즌을 앞두고 ROX와 재계약을 체결했다. 2020-1 시즌 준우승을 달성했다. 2020-2 시즌 준우승을 달성했다.
2021시즌을 앞두고 ROX와 재계약을 체결했다. 
2021년 2월 7일, 로스터에서 말소되었다.
2021년 5월 24일, 감독직을 사임했다.
2021년 5월 24일, SGA 인천의 총감독으로 부임했다. KRPL 2021-1시즌 3위를 달성했다. KRL 2021-2시즌 4위를 기록했다. KRPL 2021-2시즌 3위를 달성했다. KRL 2021수퍼컵 7위를 기록했다.
2021년 12월 30일, 감독직을 사임했다.

## 게임 해설가 생활
2022년 2월 26일, KRL 2022-1시즌 분석 위원으로 합류했다. 이후, 2022수퍼컵 시즌을 끝으로 대회가 폐지되었다.
2022년 4월 21일, KRPL 2022-1시즌 해설 위원으로 합류했다. 이후, 2022-2시즌을 끝으로 대회가 잠정적으로 중단되었다.
2023년 4월 8일, KDL 프리시즌 분석 위원으로 합류했다.

## 소속팀

### 선수
| # | 팀명                 | 소속 기간               | 소속 리그 | 비고 |
| - | -------------------- | ----------------------- | --------- | ---- |
| 1 | IT뱅크 레이저        | 2008.09 ~ 2008.11       | KRL       |      |
| 2 | AN 게이밍            | 2011.06 ~ 2013.02       | KRL       |      |
| 3 | 서한 퍼플 모터스포트 | 2014.02.08 ~ 2014.03.29 | KRL       |      |

### 지도자
| # | 팀명         | 직책   | 소속 기간               | 소속 리그 | 비고  |
| - | ------------ | ------ | ----------------------- | --------- | ----- |
| 1 | PENTA XENICS | 총감독 | 2018                    | KRL       |       |
| 1 | PENTA WHEELS | 총감독 | 2018                    | KRL       |       |
| 2 | ROX 게이밍   | 감독   | 2018                    | KRL       |       |
| 3 | 꾼           | 감독   | 2019                    | KRL       |       |
| 4 | ROX 랩터스   | 감독   | 2019.04.30 ~ 2021.05.24 | KRL       | [ 2 ] |
| 5 | SGA 인천     | 총감독 | 2021.06.10 ~ 2021.12.30 | KRL       |       |
| 5 | SGA 인천     | 총감독 | 2021.06.10 ~ 2021.12.30 | KRPL      |       |

## 수상 경력

### 선수
공식 대회 우승 3회, 준우승 1회
- 2008 K.SWISS 카트라이더 팀 배틀 챔피언십 우승
- 2009 청강문화콘텐츠페스티벌 e스포츠 대회 카트라이더 부문 개인전 3위
- 2010 용인사이버페스티벌 제2회 대통령배 KeG 경기도대표 선발전 카트라이더 부문 1위
- 2010 천안 e-Sports 대회 전국오픈리그 카트라이더 부문 준우승
- 2010 제2회 대통령배 전국아마추어 e스포츠대회 카트라이더 부문 3위
- 2010 넥슨 카트라이더 11차리그 준우승
- 2011 넥슨 카트라이더 팀 스피릿 우승 (Fantastic4)
- 2013 넥슨 카트라이더 17차리그 우승 (O3Xenon)
- 2014 넥슨 카트라이더 리그 시즌 제로 우승 (서한-퍼플 모터스포트)

### 지도자

#### 크레이지레이싱 카트라이더
- 넥슨 카트라이더 리그 듀얼 레이스 시즌 3 준우승
- 넥슨 카트라이더 리그 듀얼 레이스 X 1위
- 넥슨 카트라이더 리그 2019 시즌 1 3위
- 2020 SKT JUMP 카트라이더 리그 시즌 1 준우승
- 2020 SKT 5GX JUMP 카트라이더 리그 시즌 2 준우승 (이상 ROX 게이밍)

#### 카트라이더 러쉬플러스
- 2021 카러플 그랑프리 시즌 1 준우승
- 2021 카러플 그랑프리 시즌 2 준우승
- 2021 카러플 그랑프리 시즌 3 준우승
- 2021 신한은행 헤이영 카트라이더 러쉬플러스 리그 시즌 1 3위
- 2021 신한은행 헤이영 카트라이더 러쉬플러스 리그 시즌 2 3위 (이상 SGA 인천)

## 경력
- 2022: 카트라이더 리그(KRL) 분석 위원
- 2022: 카트라이더 러쉬플러스 리그(KRPL) 해설 위원
- 2023~현재: 카트라이더: 드리프트 리그(KDL) 분석 위원

### 기타
- 지스타 2006 동영상 공모전 - 최우수상
- 2018 E스포츠 명예의 전당 - 히어로즈

## 같이 보기
- 카트라이더 리그
- 카트라이더 러쉬플러스 리그